# Бромхед, Эдуард
Сэр Эдуард Томас Френч Бромхед (англ. Edward Thomas Ffrench Bromhead или англ. Edward Ffrench Bromhead, или англ. Edward Bromhead, 26 марта 1789 — 14 марта 1855) — британский учёный, внёсший вклад в развитие математики и ботаники; землевладелец.

## Биография
Эдуард Бромхед родился в Дублине 26 марта 1789 года.
Бромхед учился сначала в Университете Глазго, а затем в Кембриджском университете (в колледже Гонвилл-энд-Киз), который закончил приблизительно в 1813 году. Он входил в научный кружок, среди членов которого можно выделить ставших в будущем крупными учёными Чарльза Бэббиджа, Джона Гершеля, Джорджа Пикока и Уильяма Уэвелла. В том же 1813 году он был принят в Ассоциацию адвокатов. Изучал право в Inner Temple в Лондоне.
В 1816 году опубликовал в журнале Philosophical Transactions статью «Флюэнты иррациональных функций». Возможно, им были опубликованы и другие работы по математике.
Бромхед также занимался ботаникой, в том числе ботанической систематикой. В частности, им были описаны порядки цветковых растений Arecales (1840), Asparagales (1838), Brassicales (1838), Fabales (1838), Lamiales (1838) и Magnoliales (1838); эти названия таксонов являются действительными до настоящего времени (2012). В 1844 году Бромхед стал членом Лондонского Линнеевского общества.
Бромхед также известен как человек, который много сделал для того, чтобы донести до научной общественности идеи и труды учёного-самоучки Джорджа Грина (1793—1841), физика, математика и механика, автора знаменитых формул Грина, связывающих объёмный интеграл с поверхностным. Познакомившись с Грином примерно в 1828 году, Бромхед оказывал ему поддержку в издании трудов, а в 1833 году помог Грину, которому было уже 40 лет, поступить в Кембриджский университет.
Эдуард Бромхед умер 14 марта 1855 года.

## Научная деятельность
Эдуард Томас Френч Бромхед специализировался на семенных растениях.